# Nação Mandan, Hidatsa e Arikara
A nação Mandan, Hidatsa e Arikara (nação MHA), também conhecida como as três tribos afiliadas (Mandan: Miiti Naamni; Hidatsa: Awadi Aguraawi; Arikara: ačitaanu 'taWIt), é uma nação nativa americana resultante da aliança dos povos Mandan, Hidatsa e Arikara, cujas terras nativas se estendiam pela bacia do rio Missouri, que se estendem desde os dias atuais de Dakota do Norte até o oeste de Montana e Wyoming.
Após a assinatura do Tratado de Fort Laramie e subsequente aquisição de terras, a base terrestre da Nação está atualmente aproximadamente 1 milhão de acres localizada na Reserva de Fort Berthold, no noroeste de Dakota do Norte. A Tribo relatou uma inscrição total de 16.085 membros da tribo registrados em julho de 2018. Quase 5.200 vivem na reserva; outros vivem e trabalham em outros lugares.

## História

### História recente

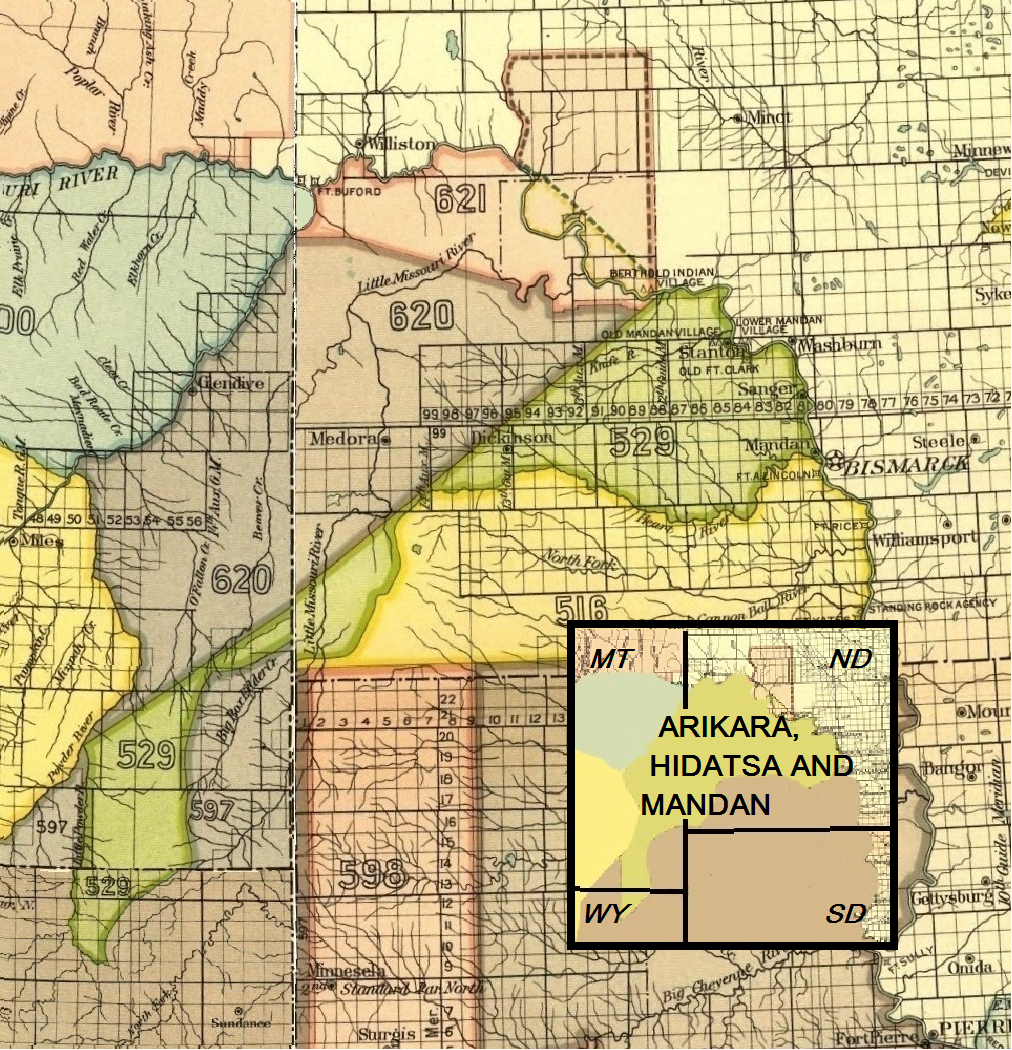
Arikara, Hidatsa e Mandan 1851. (Área 529, 620 e 621 ao sul do Missouri). A Reserva Indígena Fort Berthold incluía terras ao sul e ao norte do Missouri (a área rosa claro). A área cultivada da reserva foi reduzida mais tarde.

#### Qualificação de membro / cidadania
A afiliação (cidadania) é derivada do rolo de censo indiano de 1936 das três tribos afiliadas. Em 2010, os membros da tribo aprovaram emendas especificando "quantum de sangue" ou quantias mínimas de ascendência tribal para qualificar indivíduos para serem membros e candidatos a cargos públicos. A partir de 16 de dezembro de 2010, os indivíduos devem ter pelo menos 1/8 de ascendência Mandan, Hidatsa ou Arikara (o equivalente a um bisavô de sangue puro) para se tornar um membro registrado da Nação MHA e 1/4 de ancestralidade para servir nos escritório.

## Conselho Empresarial Tribal
O Tribal Business Council é composto por seis representantes do segmento e um presidente. O mandato de cada membro dura 4 anos e não há limites de mandato. O Conselho Empresarial Tribal realiza reuniões regulares na segunda quinta-feira de cada mês e os subcomitês se reúnem em momentos diferentes ao longo do mês. Um quorum legal, conforme definido na constituição das Três Tribos Afiliadas, é 5 dos 7 representantes do conselho.
| Posição              | Vereador           | Segmento                  | Eleito |
| -------------------- | ------------------ | ------------------------- | ------ |
| Presidente           | Mark Fox           | Nação MHA                 | 2018   |
| Vice presidente      | Randy Phelan       | Mandaree                  | 2016   |
| Tesoureiro           | Mervin Packineau   | Parshall/Lucky Mound      | 2018   |
| Secretaria Executiva | Fred Fox           | Escudo Branco             | 2016   |
| Membro               | Judy Brugh         | Quatro Ursos              | 2018   |
| Membro               | Urso manchado Cory | Twin Buttes               | 2018   |
| Membro               | Dra. Monica Mayer  | Cidade Nova/ Little Shell | 2016   |

## Mandan
Os Mandan, que se referem a Nueta, são uma tribo nativa americana que atualmente faz parte das Três Tribos Afiliadas da Dakota do Norte. No auge de sua cultura histórica, os Mandan eram agricultores e comerciantes prósperos e pacíficos, conhecidos por seu excelente cultivo de milho e artesanato da pederneira do rio Knife. Eles construíram lojas de terra, fizeram aldeias de considerável habilidade técnica e cultivaram muitas variedades de milho. Eles eram um povo mais sedentário do que outras tribos mais nômades das Grandes Planícies.
Lewis e Clark ficaram com o Mandan quando passaram pela região do Alto Missouri em sua expedição ao noroeste, incluindo cinco meses no inverno de 1804-1805. Sakakawea, um Hidatsa que posteriormente foi reivindicado pelo Shoshone e Hidatsa, juntou-se à expedição como intérprete e guia nativo. Por causa de seu papel na recuperação da expedição, ela foi homenageada com uma imagem na moeda do dólar americano. Na viagem de volta, a expedição levou o chefe de Mandan, Sheheke Shote, com eles de volta a Washington, DC.
A epidemia de varíola de 1837 a 1838 dizimou o Mandan, deixando aproximadamente 125 sobreviventes e impactando severamente sua sociedade. Eles se uniram aos Hidatsa para sobreviver. Mais tarde, quando os Arikara foram forçados para o norte pelas guerras com os Lakota, eles também se estabeleceram com os Hidatsa e Mandan formando uma confederação que mais tarde seria conhecida como as Três Tribos Afiliadas. Atualmente, a nação geralmente usa a nação Mandan, Hidatsa e Arikara na maioria das situações, embora as três tribos afiliadas da reserva indígena de Fort Berthold também sejam usadas.

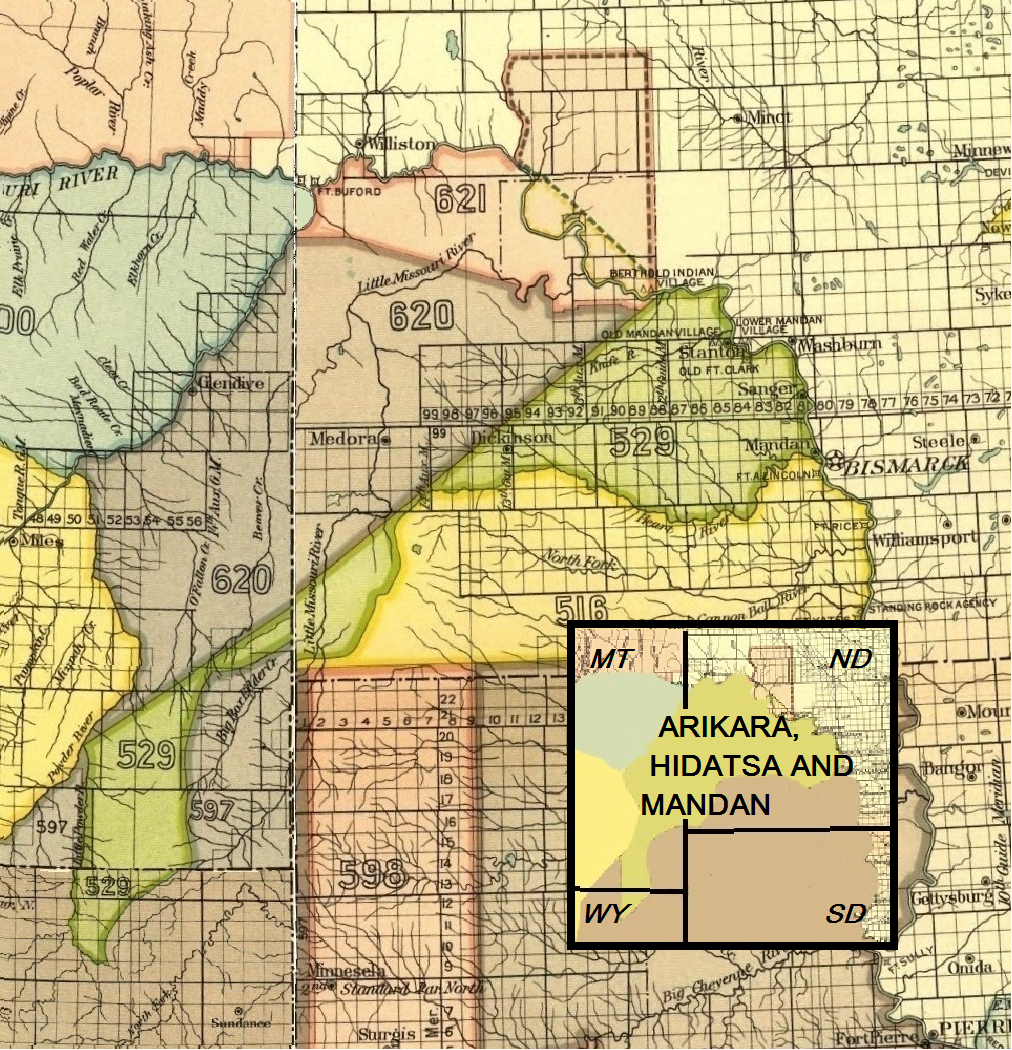
Arikara, Hidatsa e Mandan 1851. (Área 529, 620 e 621 ao sul do Missouri). A Reserva de Fort Berthold está localizada em uma porção significativamente reduzida da terra garantida às três tribos sob o Tratado de Fort Laramie de 1851. Além disso, eles tiveram sua única vila permanente (Vila Like-a-Fishhook) aqui em 1870.

Quando os colonos europeu-americanos começaram a chegar a esse território em número no final do século 19, os EUA transferiram as três tribos para a Reserva Fort Berthold em 1870. Sob a Lei de Reorganização Indiana de 1934, as tribos formaram um governo tribal que eles chamaram de Três tribos afiliadas, uma nação tribal soberana. Hoje, mais de 15.000 membros tribais vivem nos Estados Unidos e internacionalmente, no entanto, a população está concentrada na reserva e nas cidades próximas de Dakota do Norte.
Alguns exploradores descreveram o Mandan e suas estruturas como tendo características "européias". No século 19, algumas pessoas usaram essas histórias para especular que os Mandan eram, em parte, descendentes de colonos europeus perdidos que chegaram à América do Norte antes de 1492, a viagem de Cristóvão Colombo. Uma lenda os associava a ter ascendência galesa. Historiadores e antropólogos debateram essa história, no entanto, o povo do MHA e sua tradição oral concordam que houve uma mistura histórica. Esta é a lenda de Madoc ab Owein, popularizada em relação aos Mandan no século XIX pelo pintor George Catlin. O atual centro de cultura e população de Mandan é a comunidade de Twin Buttes, Dakota do Norte.

## Hidatsa

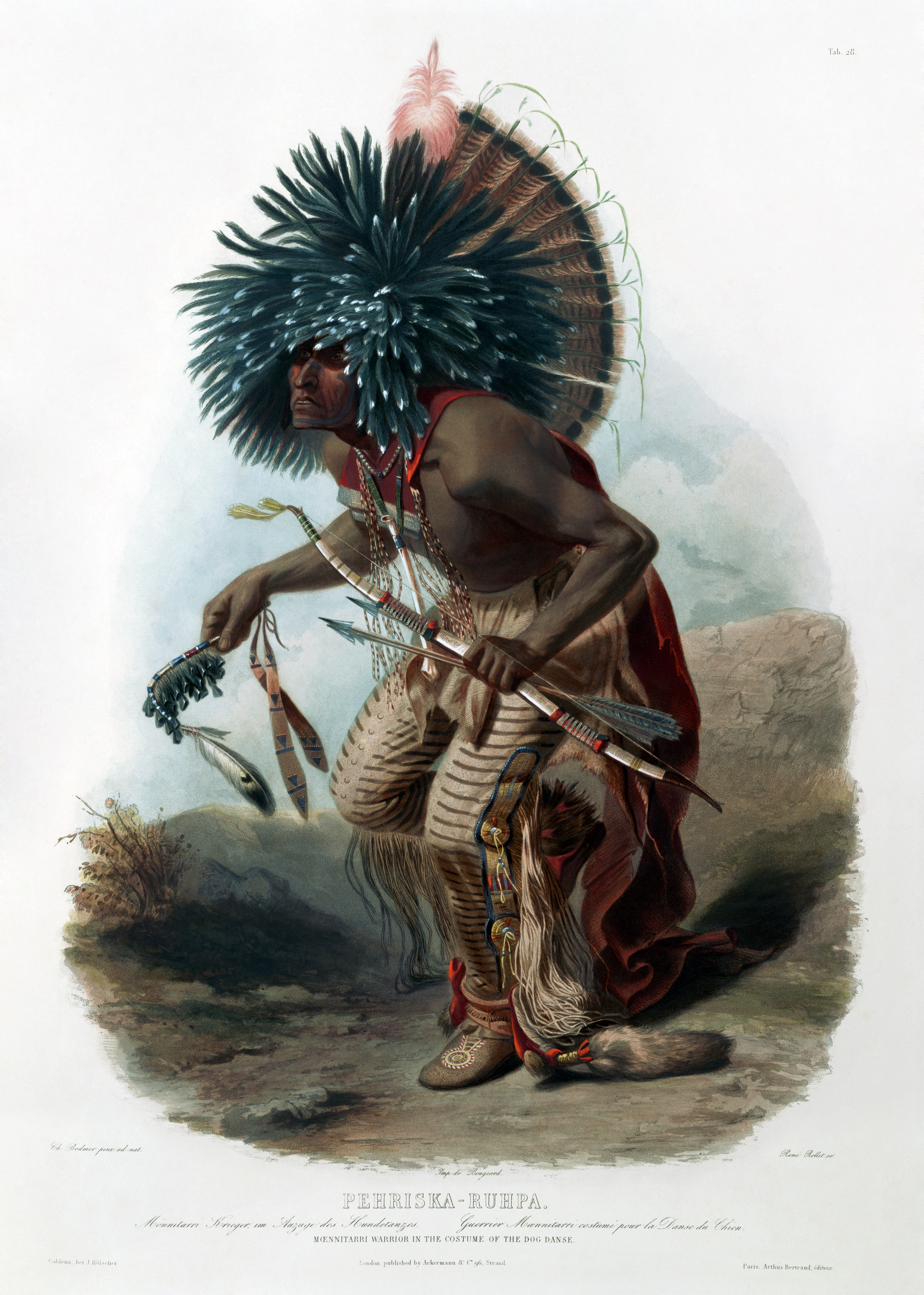
Pehriska-Ruhpa, da Banda Canina do Hidatsa, c. 1832-1834, de Karl Bodmer.

Os Hidatsa, chamado Moennitarri por seus aliados a Mandan, são falantes de um idioma Siouan. O nome Hidatsa para eles é Nuxbaaga ("Pessoas inicial"). O nome que Hidatsa disse que significa "salgueiros" era o da vila de uma banda, depois de um destaque na paisagem. Quando as aldeias se consolidaram, a tribo usou esse nome para seu povo como um todo.
Sua linguagem está relacionada à da nação Crow. Eles foram considerados uma tribo de origem dos modernos Crow em Montana. Os Hidatsa às vezes foram confundidos com os Gros Ventre, outra tribo que estava historicamente em Montana. Em 1936, o Bureau de Assuntos Indianos compilou o rolo base da tribo listando todos os Hidatsa como "GV", para Gros Ventre. Hoje, cerca de 30 Hidatsa de sangue total são membros das Três Tribos Afiliadas. A maioria das pessoas Hidatsa também tem ascendência das tribos Mandan e Arikara.

## Arikara
Os Arikara se chamam Sahnish. Os Arikara foram forçados a entrar no território Mandan por conflitos com os Lakota (Sioux), entre a Guerra de Arikara e o assentamento europeu-americano na década de 1870. Os Arikara viveram por muitos anos perto do posto comercial de Fort Clark, também chamado Knife River.
Em 1862, eles se juntaram ao Hidatsa e Mandan na vila Like-a-Fishhook, perto do posto comercial de Fort Berthold. Para trabalhar, os homens de Arikara procuraram o Exército dos EUA, estacionado em Fort Stevenson, nas proximidades. Em 1874, os batedores de Arikara guiaram Custer na expedição de Black Hills, durante a qual seu grupo descobriu ouro. Isso resultou em uma corrida de mineiros para a área, causando conflitos com os Lakota, que consideravam os Black Hills sagrados.
Em 1876, um grande grupo de homens Arikara acompanhou Custer e a 7ª Cavalaria na Expedição Little Big Horn. Os batedores de Arikara estavam na liderança quando as forças do Exército dos EUA atacaram o acampamento generalizado de milhares de guerreiros e famílias Sioux e Cheyenne. Vários batedores expulsaram os cavalos de Lakota, como haviam sido ordenados, e outros lutaram ao lado dos soldados. Três homens Arikara foram mortos: Little Brave, Bobtail Bull e Bloody Knife. Durante a confusão subsequente, quando os batedores foram afastados dos soldados, eles retornaram ao acampamento base como haviam sido orientados. Após a batalha, na qual Custer e outras 260 tropas americanas foram mortas, a busca por bodes expiatórios resultou em alguns críticos acusando erroneamente os batedores de terem abandonado os soldados.

## Membros tribais notáveis
- Ruth Buffalo, eleita para a Câmara dos Deputados de Dakota do Norte em 2018
- Edward Lone Fight (nascido em 1940), ex-Presidente das Três Tribos Afiliadas
- Tex G. Hall, Presidente das Três Tribos Afiliadas de 1998 a 2006
- Denise Juneau, superintendente estadual de instrução pública de Montana
- Destrey Zarfos, Disc Jockey para 93X Minneapolis-St. Paul rock estação de rádio